# Kensei: Sacred Fist
Kensei: Sacred Fist (в Японии издавалась под названием Bugi (яп. 武戯 буги)) — компьютерная игра в жанре файтинг. Игра создавалась для PS1. Релиз игры состоялся в 1998-м году.

## Геймплей
Трёхмерный файтинг.
В игре есть 5 режимов: режим обучения, нормальный режим, на время, режим выживания, просмотр.
В начале игры для выбора доступно 9 персонажей. В течение игры можно открыть ещё 13 героев.

## Отзывы и критика
Игра получила невысокие рейтинги.
| Сводный рейтинг    | Сводный рейтинг |
| Агрегатор          | Оценка          |
| ------------------ | --------------- |
| GameRankings       | 49,87 %         |
| Иноязычные издания |                 |
| Издание            | Оценка          |
| GameRevolution     | C               |
| GameSpot           | 4,7/10          |
| IGN                | 5,5/10          |